# Justin Meldal-Johnsen
Justin Meldal-Johnsen (Eugene, 26 marzo 1970) è un bassista e produttore discografico statunitense, membro dei Nine Inch Nails.

## Carriera
Ha iniziato a suonare il basso a dodici anni. Dopo la scuola superiore ha lavorato al Cherokee Recording Studios di Los Angeles della sua famiglia, conoscendo importanti musicisti come Gene Simmons, Lou Reed e David Richard Campbell (famoso arrangiatore). All'età di diciassette anni, inizia a lavorare come assistente di Campbell e conosce suo figlio Beck, col quale intraprende una lunga e proficua collaborazione.
Ha suonato il basso in molti importanti progetti, come: AIR, Tori Amos, Garbage, Dixie Chicks e altri. Ha scritto varie canzoni con la cantante Macy Gray ed è stato il direttore artistico dei Gnarls Barkley. All'occasione suona anche la chitarra e il sintetizzatore.
Dal 2007 al 2009 ha suonato il basso in tour con i Nine Inch Nails. Successivamente è entrato a far parte della band come membro fisso.
Dopo aver prodotto Picture Show dei Neon Trees nel 2012, inizia a lavorare come produttore per il quarto omonimo album dei Paramore, poi uscito nel 2013; produrrà anche il loro successivo album After Laughter, del 2017. Sempre nel 2013 lavora anche alla colonna sonora del film di Tim Burton Frankenweenie e produce l'album Heartthrob, di Tegan and Sara.